# 엘드펠

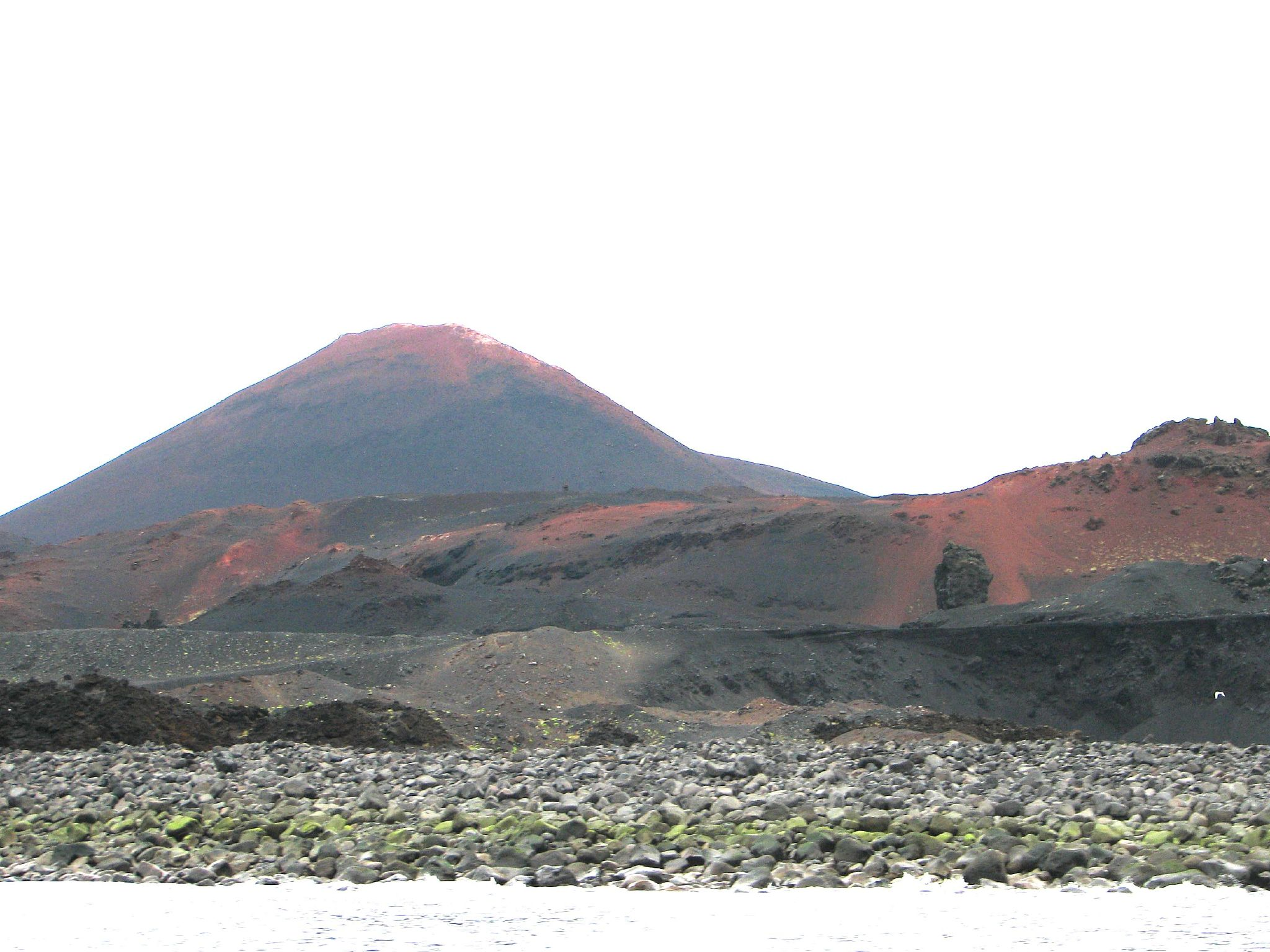

엘드펠(Eldfell)은 아이슬란드의 헤이마에이섬에 있는 해발 200m의 성층 화산으로, 1973년에 분화한 기록이 있다.
그 당시에 대량의 용암이 발생하여 눈부신 장관을 펼쳐내었다. 그렇지만 많은 이재민이 발생하였고 화산체 주변에 있는 마을이 피해를 입었다.
이는 5,000년 만에 분화한 것이다. 현재 분화구는 빨간색이다. 이 화산은 타부르부르 산과 마찬가지로 200m 봉우리 중 하나이다.
또 이곳에 올라서면 에이야피아들라예퀴들 화산과 미르달스예퀴들 빙하가 잘 보인다.

## 1973년의 분화
1973년에 폭발하면서 용암을 분출하여 대량의 용암류가 흘러내렸다. 그 당시에 이재민과 부상자가 발생하였다.
이때의 분화는 지금도 유명해졌다.

## 같이 보기
- 아이슬란드의 지리